# Cryptus mongolicus
Cryptus mongolicus là một loài tò vò trong họ Ichneumonidae.